# Liste der Kulturdenkmale in Berlin-Tegel

Lage von Tegel in Berlin

In der Liste der Kulturdenkmale von Tegel sind die Kulturdenkmale des Berliner Ortsteils Tegel im Bezirk Reinickendorf aufgeführt.

## Denkmalbereiche (Ensembles)
| Nr.      | Lage | Offizielle Bezeichnung | Bestandteile / Beschreibung | Bild                                |
| -------- | --- | --- | --- | ----------------------------------- |
| 09011750 | Alt-Tegel 2, 4–9 (Lage) | Ortskern Tegel Baudenkmale siehe: Alt-Tegel 2, 4, 5/7, 6                                                                     | Gasleuchten; sie gibt es als doppelarmige oder dreiarmige Standleuchten |                                     |
| 09011750 | Alt-Tegel 2, 4–9 (Lage) | Ortskern Tegel Baudenkmale siehe: Alt-Tegel 2, 4, 5/7, 6                                                                     | Weitere Bestandteile des Ensembles: |                                     |
| 09011750 | Alt-Tegel 2, 4–9 (Lage) | Ortskern Tegel Baudenkmale siehe: Alt-Tegel 2, 4, 5/7, 6                                                                     | 09011756 – Alt-Tegel 8, Wohn- und Geschäftshaus, 1912–1913 von Gustav Müller und Liepe & Gerres                                                                                    |                                     |
| 09011750 | Alt-Tegel 2, 4–9 (Lage) | Ortskern Tegel Baudenkmale siehe: Alt-Tegel 2, 4, 5/7, 6                                                                     | 09011757 – Alt-Tegel 9, Wohnhaus, 1879 |                                     |
| 09012530 | Berliner Straße 24–37 Am Borsigturm 1–172 Egellstraße 21 Neheimer Straße 56/60 Sterkrader Straße 49/59 (Lage) | Werksanlage Borsigwerke Gesamtanlage siehe: Berliner Straße 19–37 Baudenkmale siehe: Egellsstraße 21 Sterkrader Straße 49/59 | Germaniahalle, 1872, Borsighafen, 1898–1899, verschiedene Werkhallen, 1912–1924 und 1934–1941, Werkstor und Verwaltungsgebäude, 1926–1937, Reste der Bahnanlagen und Einfriedungen |                                     |
| 09011885 | Buddestraße 20/28 (Lage) | Gleichrichterwerk Tegel Baudenkmale siehe: Buddestraße 20/22, 24/26, 28                                                      | Weiterer Bestandteil des Ensembles: | Weiterer Bestandteil des Ensembles: |
| 09011885 | Buddestraße 20/28 (Lage) | Gleichrichterwerk Tegel Baudenkmale siehe: Buddestraße 20/22, 24/26, 28                                                      | 09011886 – Wirtschaftsgebäude, um 1925 von Richard Brademann |                                     |
| 09012321 | Scharfenberg (Lage) | Schulfarm Scharfenberg Gesamtanlage siehe: Schulfarm Scharfenberg                                                            | |                                     |
| 09012321 | Scharfenberg (Lage) | Schulfarm Scharfenberg Gesamtanlage siehe: Schulfarm Scharfenberg                                                            | Weitere Bestandteile des Ensembles: |                                     |
| 09012321 | Scharfenberg (Lage) | Schulfarm Scharfenberg Gesamtanlage siehe: Schulfarm Scharfenberg                                                            | 09012322 – Scharfenberg, Schulfarm Scharfenberg, Schule und Turnhalle, 1934–1936 von Richard Ermisch, Anbau und Aufstockung, 1954–1955 vom Hochbauamt Reinickendorf                |                                     |
| 09012321 | Scharfenberg (Lage) | Schulfarm Scharfenberg Gesamtanlage siehe: Schulfarm Scharfenberg                                                            | Turnhalle |                                     |
| 09012321 | Scharfenberg (Lage) | Schulfarm Scharfenberg Gesamtanlage siehe: Schulfarm Scharfenberg                                                            | 09012323 – Scharfenberg, Schulfarm Scharfenberg, Brunnenhaus, 1954–1955 von Kaminski, Bauabteilung der Berliner Wasserwerke                                                        |                                     |
| 09012321 | Scharfenberg (Lage) | Schulfarm Scharfenberg Gesamtanlage siehe: Schulfarm Scharfenberg                                                            | 09012324 – Scharfenberg, Schulfarm Scharfenberg, Bienenhaus, 1950 von der Bauhandwerkerschule der Zitadelle Spandau                                                                |                                     |
| 09012321 | Scharfenberg (Lage) | Schulfarm Scharfenberg Gesamtanlage siehe: Schulfarm Scharfenberg                                                            | Gewächshaus, 1952 vom Bezirksamt Reinickendorf |                                     |
| 09012391 | Straße 22 Nr. 2/10 (Lage) | Aktiengesellschaft Lauchhammer Baudenkmal siehe: Straße 22 Nr. 2/10                                                          | |                                     |
| 09012391 | Straße 22 Nr. 2/10 (Lage) | Aktiengesellschaft Lauchhammer Baudenkmal siehe: Straße 22 Nr. 2/10                                                          | Weiterer Bestandteil des Ensembles: |                                     |
| 09012391 | Straße 22 Nr. 2/10 (Lage) | Aktiengesellschaft Lauchhammer Baudenkmal siehe: Straße 22 Nr. 2/10                                                          | 09012393 – Straße 22 Nr. 2, Werkhalle, 1922 vom technischen Baubüro der Lauchhammer AG                                                                                             |                                     |
| 09012352 | Waidmannsluster Damm 60A/76, 77-80 Allmendeweg 1–35, 37/51, 64–123 Egidystraße 4, 6A, 9–15, 17, 19, 23, 25, 34–65 Erholungsweg 2/24, 40, 44/58 Freilandweg 3–5 Kampweg 3, 5, 6A Marie-Schlei-Platz Moorweg 4/46 Moränenweg 2, 3, 4/8, 10–42, 44-48, 51/61 Schollenhof 1–31 Schollenweg 3–67 Steilpfad 1–19, 21, 23–50, 52, 54, 55/71, 72-76, 78/86 Talsandweg 3–20, 22 (Lage) | Siedlung Freie Scholle Gesamtanlagen siehe: Egidystraße 4… Schollenhof 1–31 Talsandweg 3–20…                                 | Weiterer Bestandteil des Ensembles: | Weiterer Bestandteil des Ensembles: |
| 09012352 | Waidmannsluster Damm 60A/76, 77-80 Allmendeweg 1–35, 37/51, 64–123 Egidystraße 4, 6A, 9–15, 17, 19, 23, 25, 34–65 Erholungsweg 2/24, 40, 44/58 Freilandweg 3–5 Kampweg 3, 5, 6A Marie-Schlei-Platz Moorweg 4/46 Moränenweg 2, 3, 4/8, 10–42, 44-48, 51/61 Schollenhof 1–31 Schollenweg 3–67 Steilpfad 1–19, 21, 23–50, 52, 54, 55/71, 72-76, 78/86 Talsandweg 3–20, 22 (Lage) | Siedlung Freie Scholle Gesamtanlagen siehe: Egidystraße 4… Schollenhof 1–31 Talsandweg 3–20…                                 | 09012084 – Kampweg 3, 5, 6A, Mietwohnhäuser, 1929 von Bruno Taut |                                     |
| 09012352 | Waidmannsluster Damm 60A/76, 77-80 Allmendeweg 1–35, 37/51, 64–123 Egidystraße 4, 6A, 9–15, 17, 19, 23, 25, 34–65 Erholungsweg 2/24, 40, 44/58 Freilandweg 3–5 Kampweg 3, 5, 6A Marie-Schlei-Platz Moorweg 4/46 Moränenweg 2, 3, 4/8, 10–42, 44-48, 51/61 Schollenhof 1–31 Schollenweg 3–67 Steilpfad 1–19, 21, 23–50, 52, 54, 55/71, 72-76, 78/86 Talsandweg 3–20, 22 (Lage) | Siedlung Freie Scholle Gesamtanlagen siehe: Egidystraße 4… Schollenhof 1–31 Talsandweg 3–20…                                 | Kampweg 6–6A |                                     |

## Denkmalbereiche (Gesamtanlagen)
| Nr.                | Lage | Offizielle Bezeichnung                                                                                  | Beschreibung | Bild |
| ------------------ | --- | --- | --- | --- |
| 09011641           | Adelheidallee 19 (Lage) | Schloss Tegel                                                                                           | Gutshaus, 16. Jh., Umbau, 1820–1824 von Karl Friedrich Schinkel (siehe auch Gartendenkmal Schlosspark Tegel)                                                                             | |
| 09011641           | Adelheidallee 19 (Lage) | Schloss Tegel                                                                                           | Gärtnerhaus, um 1760 | |
| 09011641           | Adelheidallee 19 (Lage) | Schloss Tegel                                                                                           | nördlicher Wirtschaftshof, 1911, Wiederaufbau 1971–1972 | |
| 09011641           | Adelheidallee 19 (Lage) | Schloss Tegel                                                                                           | Wirtschaftshof mit Hofmauer, 1899–1900 von A. Witt | |
| 09011641           | Adelheidallee 19 (Lage) | Schloss Tegel                                                                                           | Humboldtgrab, 1829 von Karl Friedrich Schinkel mit Statue der Hoffnung von Bertel Thorvaldsen                                                                                            | Fotografierverbot |
| 09011641           | Adelheidallee 19 (Lage) | Schloss Tegel                                                                                           | Grabstätte Kunth, Grabstele, 1830 | |
| 09011780           | Am Brunnen 1–22 Am Rosensteg 1–8 An der Heide 1–12 Kehrwieder 1–2 (Lage) | Kleinhaussiedlung am Steinberg, Gemeindesiedlung Tegel                                                  | 3 Mehrfamilienbauten, 1919–1920 von Ernst Hornig | |
| 09011780           | Am Brunnen 1–22 Am Rosensteg 1–8 An der Heide 1–12 Kehrwieder 1–2 (Lage) | Kleinhaussiedlung am Steinberg, Gemeindesiedlung Tegel                                                  | 5 Wohnzeilen mit Reihenhäusern | |
| 09011780           | Am Brunnen 1–22 Am Rosensteg 1–8 An der Heide 1–12 Kehrwieder 1–2 (Lage) | Kleinhaussiedlung am Steinberg, Gemeindesiedlung Tegel                                                  | Doppelwohnhaus | |
| 09011780           | Am Brunnen 1–22 Am Rosensteg 1–8 An der Heide 1–12 Kehrwieder 1–2 (Lage) | Kleinhaussiedlung am Steinberg, Gemeindesiedlung Tegel                                                  | Garage | |
| 09097874 (05/2019) | Am Tegeler Hafen 2/6, 8/44 (Lage) | IBA-Gebiet am Tegeler Hafen Gebaut im Rahmen der Internationalen Bauausstellung 1987                    | 1985–1988 (siehe auch Gartendenkmal Außenanlagen und Mietergärten) | 1985–1988 (siehe auch Gartendenkmal Außenanlagen und Mietergärten) |
| 09097874 (05/2019) | Am Tegeler Hafen 2/6, 8/44 (Lage) | IBA-Gebiet am Tegeler Hafen Gebaut im Rahmen der Internationalen Bauausstellung 1987                    | Am Tegeler Hafen 2, Stadtvilla, von Charles Willard Moore, John Ruble und Buzz Yudell | |
| 09097874 (05/2019) | Am Tegeler Hafen 2/6, 8/44 (Lage) | IBA-Gebiet am Tegeler Hafen Gebaut im Rahmen der Internationalen Bauausstellung 1987                    | Am Tegeler Hafen 4, Stadtvilla, von Karl-Heinz Steinebach und Friedrich Weber | |
| 09097874 (05/2019) | Am Tegeler Hafen 2/6, 8/44 (Lage) | IBA-Gebiet am Tegeler Hafen Gebaut im Rahmen der Internationalen Bauausstellung 1987                    | Am Tegeler Hafen 6, Stadtvilla, von Robert Arthur Morton Stern | |
| 09097874 (05/2019) | Am Tegeler Hafen 2/6, 8/44 (Lage) | IBA-Gebiet am Tegeler Hafen Gebaut im Rahmen der Internationalen Bauausstellung 1987                    | Am Tegeler Hafen 8, Stadtvilla, von Stanley Tigerman | |
| 09097874 (05/2019) | Am Tegeler Hafen 2/6, 8/44 (Lage) | IBA-Gebiet am Tegeler Hafen Gebaut im Rahmen der Internationalen Bauausstellung 1987                    | Am Tegeler Hafen 8A–E, Wohnanlage von BJSS (Dietrich Bangert, Bernd Jansen, Stefan Scholz und Axel Schultes)                                                                             | |
| 09097874 (05/2019) | Am Tegeler Hafen 2/6, 8/44 (Lage) | IBA-Gebiet am Tegeler Hafen Gebaut im Rahmen der Internationalen Bauausstellung 1987                    | Am Tegeler Hafen 10, Stadtvilla von Paolo Portoghesi | |
| 09097874 (05/2019) | Am Tegeler Hafen 2/6, 8/44 (Lage) | IBA-Gebiet am Tegeler Hafen Gebaut im Rahmen der Internationalen Bauausstellung 1987                    | Am Tegeler Hafen 12, Stadtvilla von Antoine Grumbach | |
| 09097874 (05/2019) | Am Tegeler Hafen 2/6, 8/44 (Lage) | IBA-Gebiet am Tegeler Hafen Gebaut im Rahmen der Internationalen Bauausstellung 1987                    | Am Tegeler Hafen 14/26, Wohnanlage, von Karl-Heinz Steinebach, Friedrich Weber und Regina Poly                                                                                           | |
| 09097874 (05/2019) | Am Tegeler Hafen 2/6, 8/44 (Lage) | IBA-Gebiet am Tegeler Hafen Gebaut im Rahmen der Internationalen Bauausstellung 1987                    | Am Tegeler Hafen 28/32, Wohnanlage, von Charles Willard Moore, John Ruble und Buzz Yudell                                                                                                | |
| 09097874 (05/2019) | Am Tegeler Hafen 2/6, 8/44 (Lage) | IBA-Gebiet am Tegeler Hafen Gebaut im Rahmen der Internationalen Bauausstellung 1987                    | Am Tegeler Hafen 34/42, Wohnanlage von Dietrich Bangert, Bernd Jansen, Stefan Scholz und Axel Schultes                                                                                   | |
| 09097874 (05/2019) | Am Tegeler Hafen 2/6, 8/44 (Lage) | IBA-Gebiet am Tegeler Hafen Gebaut im Rahmen der Internationalen Bauausstellung 1987                    | Am Tegeler Hafen 44, Stadtvilla, von John Hejduk | |
| 09011810           | An der Mühle 2–9 (Lage) | Humboldtmühle                                                                                           | Bauteile vor 1879, 1906 von Feit & Hallert, 1911– um 1935 von Enders & Lichtenstein, 1939–1940, 1946–1947, 1963–1964 von Erich Kitzing, 1979–1980 von Horst Joergens                     | Bauteile vor 1879, 1906 von Feit & Hallert, 1911– um 1935 von Enders & Lichtenstein, 1939–1940, 1946–1947, 1963–1964 von Erich Kitzing, 1979–1980 von Horst Joergens                     |
| 09011810           | An der Mühle 2–9 (Lage) | Humboldtmühle                                                                                           | Pförtnergebäude (An der Mühle 2) | |
| 09011810           | An der Mühle 2–9 (Lage) | Humboldtmühle                                                                                           | neues Verwaltungsgebäude | |
| 09011810           | An der Mühle 2–9 (Lage) | Humboldtmühle                                                                                           | Kesselhaus (An der Mühle 3) | |
| 09011810           | An der Mühle 2–9 (Lage) | Humboldtmühle                                                                                           | ehemaliges Mühlengebäude (An der Mühle 4) | |
| 09011810           | An der Mühle 2–9 (Lage) | Humboldtmühle                                                                                           | Verwaltungsgebäude (An der Mühle 5) | |
| 09011810           | An der Mühle 2–9 (Lage) | Humboldtmühle                                                                                           | Mühlengebäude | |
| 09011810           | An der Mühle 2–9 (Lage) | Humboldtmühle                                                                                           | Campehaus, Mehlsilo (An der Mühle 8) | |
| 09011810           | An der Mühle 2–9 (Lage) | Humboldtmühle                                                                                           | Beamtenwohnhaus (An der Mühle 9) | |
| 09011810           | An der Mühle 2–9 (Lage) | Humboldtmühle                                                                                           | Villa Schinkel (An der Mühle 9) | |
| 09097873 (05/2019) | Avenue Jean Mermoz 44-44A (Lage) | Luftbrückenflughafen                                                                                    | Luftbrückenflughafen 1948–1949, französischer Militärflughafen 1949–1994, Berliner Zivilflughafen Tegel-Nord 1960–1974, Erweiterung, 1964–1968 durch Heinrich Kosina und Robert Tepez    | Luftbrückenflughafen 1948–1949, französischer Militärflughafen 1949–1994, Berliner Zivilflughafen Tegel-Nord 1960–1974, Erweiterung, 1964–1968 durch Heinrich Kosina und Robert Tepez    |
| 09097873 (05/2019) | Avenue Jean Mermoz 44-44A (Lage) | Luftbrückenflughafen                                                                                    | Französische Kommandostelle, 1948–1949 | |
| 09097873 (05/2019) | Avenue Jean Mermoz 44-44A (Lage) | Luftbrückenflughafen                                                                                    | USAF Kommandostelle, 1948–1949 | |
| 09097873 (05/2019) | Avenue Jean Mermoz 44-44A (Lage) | Luftbrückenflughafen                                                                                    | USAF Feuerwehr, 1948–1949, 1959–1960 | |
| 09097873 (05/2019) | Avenue Jean Mermoz 44-44A (Lage) | Luftbrückenflughafen                                                                                    | Werfthalle, 1948–1949 | |
| 09097873 (05/2019) | Avenue Jean Mermoz 44-44A (Lage) | Luftbrückenflughafen                                                                                    | Deutscher Speisesaal und Unfallstation & Abfertigungsgebäude Tegel-Nord, 1948–1950, Umbau 1960 & 1965 von Heinrich Kosina & Robert Tapez                                                 | |
| 09097873 (05/2019) | Avenue Jean Mermoz 44-44A (Lage) | Luftbrückenflughafen                                                                                    | deutsche Personalverwaltung & Abfertigungsgebäude Tegel-Nord, 1948–1950, Umbau 1960 | |
| 09097873 (05/2019) | Avenue Jean Mermoz 44-44A (Lage) | Luftbrückenflughafen                                                                                    | Frachthalle, 1948–1950, Umbau 1959–1960 | |
| 09097873 (05/2019) | Avenue Jean Mermoz 44-44A (Lage) | Luftbrückenflughafen                                                                                    | Französische Verwaltung, 1948–1949 | |
| 09097873 (05/2019) | Avenue Jean Mermoz 44-44A (Lage) | Luftbrückenflughafen                                                                                    | Französisches Wachgebäude, 1948–1949 | |
| 09097873 (05/2019) | Avenue Jean Mermoz 44-44A (Lage) | Luftbrückenflughafen                                                                                    | Heizgebäude, 1948–1949 | |
| 09097873 (05/2019) | Avenue Jean Mermoz 44-44A (Lage) | Luftbrückenflughafen                                                                                    | Garagengebäude, 1948–1949 | |
| 09097873 (05/2019) | Avenue Jean Mermoz 44-44A (Lage) | Luftbrückenflughafen                                                                                    | Kantine der Alliierten Militärregierung, 1948–1949 | |
| 09097873 (05/2019) | Avenue Jean Mermoz 44-44A (Lage) | Luftbrückenflughafen                                                                                    | Flughafenanlage und Funktionsgebäude, 1948–1949 durch US Air Force, französische Militärregierung                                                                                        | |
| 09097873 (05/2019) | Avenue Jean Mermoz 44-44A (Lage) | Luftbrückenflughafen                                                                                    | Kontrollturm, 1966–1967 | |
| 09097873 (05/2019) | Avenue Jean Mermoz 44-44A (Lage) | Luftbrückenflughafen                                                                                    | Flugleitung, 1966 | |
| 09011842           | Berliner Straße 19–37 Am Borsigturm 1–172 Egellsstraße 21 Veitstraße (Lage) | Borsigwerke Bestandteil des Ensembles: Werksanlage Borsigwerke                                          | Werkstor, 1898 von Reimer & Körte | Eingangstor |
| 09011842           | Berliner Straße 19–37 Am Borsigturm 1–172 Egellsstraße 21 Veitstraße (Lage) | Borsigwerke Bestandteil des Ensembles: Werksanlage Borsigwerke                                          | Einfriedung, 1897–1898 | |
| 09011842           | Berliner Straße 19–37 Am Borsigturm 1–172 Egellsstraße 21 Veitstraße (Lage) | Borsigwerke Bestandteil des Ensembles: Werksanlage Borsigwerke                                          | Industriebahn | |
| 09011842           | Berliner Straße 19–37 Am Borsigturm 1–172 Egellsstraße 21 Veitstraße (Lage) | Borsigwerke Bestandteil des Ensembles: Werksanlage Borsigwerke                                          | Verwaltungsgebäude, 1897–1898, Umbau 1910, Reimer und Körte (Architekt), Boswau und Knauer (Baufirma) (Berliner Straße 26-26B)                                                           | |
| 09011842           | Berliner Straße 19–37 Am Borsigturm 1–172 Egellsstraße 21 Veitstraße (Lage) | Borsigwerke Bestandteil des Ensembles: Werksanlage Borsigwerke                                          | Verwaltungsgebäude, 1921 (Berliner Straße 25A) | |
| 09011842           | Berliner Straße 19–37 Am Borsigturm 1–172 Egellsstraße 21 Veitstraße (Lage) | Borsigwerke Bestandteil des Ensembles: Werksanlage Borsigwerke                                          | Erweiterungen des Verwaltungsgebäudes (Berliner Straße 26B), 1936–1937 | |
| 09011842           | Berliner Straße 19–37 Am Borsigturm 1–172 Egellsstraße 21 Veitstraße (Lage) | Borsigwerke Bestandteil des Ensembles: Werksanlage Borsigwerke                                          | Verwaltungsgebäude, Baubüro Borsig Rheinmetall AG (Berliner Straße 35), 1939–1940 | |
| 09011842           | Berliner Straße 19–37 Am Borsigturm 1–172 Egellsstraße 21 Veitstraße (Lage) | Borsigwerke Bestandteil des Ensembles: Werksanlage Borsigwerke                                          | Lohnbüro und Kantine (Berliner Straße 36), Eugen G. Schmohl & a. Hillenbrand, 1922–1923                                                                                                  | |
| 09011842           | Berliner Straße 19–37 Am Borsigturm 1–172 Egellsstraße 21 Veitstraße (Lage) | Borsigwerke Bestandteil des Ensembles: Werksanlage Borsigwerke                                          | Erweiterungen Verwaltungsgebäude (Berliner Straße 37), 1935–1940 | |
| 09011842           | Berliner Straße 19–37 Am Borsigturm 1–172 Egellsstraße 21 Veitstraße (Lage) | Borsigwerke Bestandteil des Ensembles: Werksanlage Borsigwerke                                          | Dampfwagenhalle und Reparaturhalle (Am Borsigturm 160), 1934–1935 | |
| 09011842           | Berliner Straße 19–37 Am Borsigturm 1–172 Egellsstraße 21 Veitstraße (Lage) | Borsigwerke Bestandteil des Ensembles: Werksanlage Borsigwerke                                          | Werkhalle (Am Borsigturm 170), 1919–1920 | |
| 09011842           | Berliner Straße 19–37 Am Borsigturm 1–172 Egellsstraße 21 Veitstraße (Lage) | Borsigwerke Bestandteil des Ensembles: Werksanlage Borsigwerke                                          | Kraftwagenhalle (Am Borsigturm 172), 1919–1920 | |
| 09011842           | Berliner Straße 19–37 Am Borsigturm 1–172 Egellsstraße 21 Veitstraße (Lage) | Borsigwerke Bestandteil des Ensembles: Werksanlage Borsigwerke                                          | Kanonenhalle (Am Borsigturm 156), 1916–1917 | |
| 09011842           | Berliner Straße 19–37 Am Borsigturm 1–172 Egellsstraße 21 Veitstraße (Lage) | Borsigwerke Bestandteil des Ensembles: Werksanlage Borsigwerke                                          | Neue Kesselschmiede, 1921–1922, Umbau, 1938 (Egellsstraße 21) | |
| 09011842           | Berliner Straße 19–37 Am Borsigturm 1–172 Egellsstraße 21 Veitstraße (Lage) | Borsigwerke Bestandteil des Ensembles: Werksanlage Borsigwerke                                          | Lokomotiv-Reparaturwerkstatt, 1921–1922 & 1939–1940 (Egellsstraße 21) | |
| 09011842           | Berliner Straße 19–37 Am Borsigturm 1–172 Egellsstraße 21 Veitstraße (Lage) | Borsigwerke Bestandteil des Ensembles: Werksanlage Borsigwerke                                          | Werkhalle, 1934–1936 (Am Borsigturm 100) | |
| 09011842           | Berliner Straße 19–37 Am Borsigturm 1–172 Egellsstraße 21 Veitstraße (Lage) | Borsigwerke Bestandteil des Ensembles: Werksanlage Borsigwerke                                          | Veithalle, 1915–1916 & 1934–1936 (Medebacher Weg Ecke Veitstraße) | |
| 09011842           | Berliner Straße 19–37 Am Borsigturm 1–172 Egellsstraße 21 Veitstraße (Lage) | Borsigwerke Bestandteil des Ensembles: Werksanlage Borsigwerke                                          | Dreherei & Montagehalle, 1898, Reimer und Körte (Am Borsigturm 2) | |
| 09011842           | Berliner Straße 19–37 Am Borsigturm 1–172 Egellsstraße 21 Veitstraße (Lage) | Borsigwerke Bestandteil des Ensembles: Werksanlage Borsigwerke                                          | Kesselschmiede, 1898, 1913 & 1922 Reimer und Körte (Am Borsigturm 2) | |
| 09011842           | Berliner Straße 19–37 Am Borsigturm 1–172 Egellsstraße 21 Veitstraße (Lage) | Borsigwerke Bestandteil des Ensembles: Werksanlage Borsigwerke                                          | „Borsigturm“ Bürohochhaus (Am Borsigturm 11), 1922–1924 von Eugen Schmohl und A. Hillenbrand                                                                                             | |
| 09011842           | Berliner Straße 19–37 Am Borsigturm 1–172 Egellsstraße 21 Veitstraße (Lage) | Borsigwerke Bestandteil des Ensembles: Werksanlage Borsigwerke                                          | Feuerwache (Am Borsigturm 35) | |
| 09011842           | Berliner Straße 19–37 Am Borsigturm 1–172 Egellsstraße 21 Veitstraße (Lage) | Borsigwerke Bestandteil des Ensembles: Werksanlage Borsigwerke                                          | Krieger-Denkmal | |
| 09011842           | Berliner Straße 19–37 Am Borsigturm 1–172 Egellsstraße 21 Veitstraße (Lage) | Borsigwerke Bestandteil des Ensembles: Werksanlage Borsigwerke                                          | Borsigdenkmal | |
| 09011842           | Berliner Straße 19–37 Am Borsigturm 1–172 Egellsstraße 21 Veitstraße (Lage) | Borsigwerke Bestandteil des Ensembles: Werksanlage Borsigwerke                                          | Eisengießerei, Hallenstumpf, 1897 (Am Borsigturm 19) | |
| 09011842           | Berliner Straße 19–37 Am Borsigturm 1–172 Egellsstraße 21 Veitstraße (Lage) | Borsigwerke Bestandteil des Ensembles: Werksanlage Borsigwerke                                          | Portalfragmente (Am Borsigturm 4–10) | |
| 09011842           | Berliner Straße 19–37 Am Borsigturm 1–172 Egellsstraße 21 Veitstraße (Lage) | Borsigwerke Bestandteil des Ensembles: Werksanlage Borsigwerke                                          | Schalthaus (Am Borsigturm 84) | |
| 09011842           | Berliner Straße 19–37 Am Borsigturm 1–172 Egellsstraße 21 Veitstraße (Lage) | Borsigwerke Bestandteil des Ensembles: Werksanlage Borsigwerke                                          | Heizwerk, 1913, (Am Borsigturm 82) | |
| 09011842           | Berliner Straße 19–37 Am Borsigturm 1–172 Egellsstraße 21 Veitstraße (Lage) | Borsigwerke Bestandteil des Ensembles: Werksanlage Borsigwerke                                          | Werkhalle, 1913 (Am Borsigturm 80/82) | |
| 09011842           | Am Borsigturm 74 | Teilverlust: Werkhalle                                                                                  | Abriss der Werkhalle, 2014 | |
| 09011866           | Billerbecker Weg 123A Werdohler Weg 75, 81 (Lage) | ehem. Fremdarbeiterlager der Altmärkischen Kettenwerk GmbH (Alkett) „Gemeinschaftslager Krumpuhler Weg“ | 1942–1943; ab 1954 Gartenarbeitsschule (siehe auch Gartendenkmal Gartenarbeitsschule Reinickendorf)                                                                                      | 1942–1943; ab 1954 Gartenarbeitsschule (siehe auch Gartendenkmal Gartenarbeitsschule Reinickendorf)                                                                                      |
| 09011866           | Billerbecker Weg 123A Werdohler Weg 75, 81 (Lage) | ehem. Fremdarbeiterlager der Altmärkischen Kettenwerk GmbH (Alkett) „Gemeinschaftslager Krumpuhler Weg“ | Werdohler Weg 75: Arbeitsgebäude | |
| 09011866           | Billerbecker Weg 123A Werdohler Weg 75, 81 (Lage) | ehem. Fremdarbeiterlager der Altmärkischen Kettenwerk GmbH (Alkett) „Gemeinschaftslager Krumpuhler Weg“ | Baracke | |
| 09011866           | Billerbecker Weg 123A Werdohler Weg 75, 81 (Lage) | ehem. Fremdarbeiterlager der Altmärkischen Kettenwerk GmbH (Alkett) „Gemeinschaftslager Krumpuhler Weg“ | Billerbecker Weg 123A: Nördliche Baracke | |
| 09011866           | Billerbecker Weg 123A Werdohler Weg 75, 81 (Lage) | ehem. Fremdarbeiterlager der Altmärkischen Kettenwerk GmbH (Alkett) „Gemeinschaftslager Krumpuhler Weg“ | Große Baracke | |
| 09011866           | Billerbecker Weg 123A Werdohler Weg 75, 81 (Lage) | ehem. Fremdarbeiterlager der Altmärkischen Kettenwerk GmbH (Alkett) „Gemeinschaftslager Krumpuhler Weg“ | Westliche Baracke | |
| 09097876 (05/2019) | Buddestraße 33/35 (Lage) | Phosphateliminationsanlage                                                                              | Klärwerk, 1982–1985 von Gustav Peichl | |
| 09097876 (05/2019) | Buddestraße 33/35 (Lage) | Phosphateliminationsanlage                                                                              | 3 Klärbecken | |
| 09097876 (05/2019) | Buddestraße 33/35 (Lage) | Phosphateliminationsanlage                                                                              | Schleusenanlage | |
| 09011912           | Egidystraße 4, 6A, 9–15, 17, 19–23, 25, 34–65 Marie-Schlei-Platz Waidmannsluster Damm 76–80 (Lage) | Kolonie Freie Scholle Bestandteil des Ensembles: Siedlung Freie Scholle                                 | Doppelwohnhäuser, 1899–1910 von Gustav Lilienthal, Otto Pasdach, M. Samter, Walter Anger, R. Schabelski & Stephanowitz                                                                   | |
| 09011912           | Egidystraße 4, 6A, 9–15, 17, 19–23, 25, 34–65 Marie-Schlei-Platz Waidmannsluster Damm 76–80 (Lage) | Kolonie Freie Scholle Bestandteil des Ensembles: Siedlung Freie Scholle                                 | Marie-Schlei-Platz mit 5 Wohnhäusern | |
| 09011912           | Egidystraße 4, 6A, 9–15, 17, 19–23, 25, 34–65 Marie-Schlei-Platz Waidmannsluster Damm 76–80 (Lage) | Kolonie Freie Scholle Bestandteil des Ensembles: Siedlung Freie Scholle                                 | 2 Eckwohnhäuser am Waidmannsluster Damm | |
| 09011912           | Egidystraße 4, 6A, 9–15, 17, 19–23, 25, 34–65 Marie-Schlei-Platz Waidmannsluster Damm 76–80 (Lage) | Kolonie Freie Scholle Bestandteil des Ensembles: Siedlung Freie Scholle                                 | Bäckerei (Waidmannsluster Damm 78/80) | |
| 09011912           | Egidystraße 4, 6A, 9–15, 17, 19–23, 25, 34–65 Marie-Schlei-Platz Waidmannsluster Damm 76–80 (Lage) | Kolonie Freie Scholle Bestandteil des Ensembles: Siedlung Freie Scholle                                 | Gasthof (Waidmannsluster Damm 77) | |
| 09011912           | Egidystraße 4, 6A, 9–15, 17, 19–23, 25, 34–65 Marie-Schlei-Platz Waidmannsluster Damm 76–80 (Lage) | Kolonie Freie Scholle Bestandteil des Ensembles: Siedlung Freie Scholle                                 | 4 Doppelwohnhäuser mit Spitzdach in der Egidystraße (Egidystraße 9/15) | |
| 09011912           | Egidystraße 4, 6A, 9–15, 17, 19–23, 25, 34–65 Marie-Schlei-Platz Waidmannsluster Damm 76–80 (Lage) | Kolonie Freie Scholle Bestandteil des Ensembles: Siedlung Freie Scholle                                 | Mehrfamilienhaus (Egidystraße 10) | |
| 09011912           | Egidystraße 4, 6A, 9–15, 17, 19–23, 25, 34–65 Marie-Schlei-Platz Waidmannsluster Damm 76–80 (Lage) | Kolonie Freie Scholle Bestandteil des Ensembles: Siedlung Freie Scholle                                 | Wohnhaus mit Stallung (Egidystraße 22) | |
| 09011912           | Egidystraße 4, 6A, 9–15, 17, 19–23, 25, 34–65 Marie-Schlei-Platz Waidmannsluster Damm 76–80 (Lage) | Kolonie Freie Scholle Bestandteil des Ensembles: Siedlung Freie Scholle                                 | 2 Doppelwohnhäuser (Egidystraße 12/14a) | |
| 09011912           | Egidystraße 4, 6A, 9–15, 17, 19–23, 25, 34–65 Marie-Schlei-Platz Waidmannsluster Damm 76–80 (Lage) | Kolonie Freie Scholle Bestandteil des Ensembles: Siedlung Freie Scholle                                 | 2 Doppelwohnhäuser (Egidystraße 4/6a) | |
| 09011912           | Egidystraße 4, 6A, 9–15, 17, 19–23, 25, 34–65 Marie-Schlei-Platz Waidmannsluster Damm 76–80 (Lage) | Kolonie Freie Scholle Bestandteil des Ensembles: Siedlung Freie Scholle                                 | Wohnhaus (Egidystraße 19) | |
| 09011912           | Egidystraße 4, 6A, 9–15, 17, 19–23, 25, 34–65 Marie-Schlei-Platz Waidmannsluster Damm 76–80 (Lage) | Kolonie Freie Scholle Bestandteil des Ensembles: Siedlung Freie Scholle                                 | Mehrfamilienwohnhaus (Egidystraße 40) | |
| 09011912           | Egidystraße 4, 6A, 9–15, 17, 19–23, 25, 34–65 Marie-Schlei-Platz Waidmannsluster Damm 76–80 (Lage) | Kolonie Freie Scholle Bestandteil des Ensembles: Siedlung Freie Scholle                                 | 3 Wohnhäuser (Egidystraße 21/25) | |
| 09097872 (05/2019) | Flughafen Tegel (Lage) | Flughafen Tegel, Flughafen „Otto Lilienthal“                                                            | Terminal & Zentralgebäude, 1970–1975 von Meinhard von Gerkan, Volkwin Marg und Klaus Nickels                                                                                             | |
| 09097872 (05/2019) | Flughafen Tegel (Lage) | Flughafen Tegel, Flughafen „Otto Lilienthal“                                                            | Terminal & Flugsteigring, 1969–1974 | |
| 09097872 (05/2019) | Flughafen Tegel (Lage) | Flughafen Tegel, Flughafen „Otto Lilienthal“                                                            | Service-Center, 1970–1974 | |
| 09097872 (05/2019) | Flughafen Tegel (Lage) | Flughafen Tegel, Flughafen „Otto Lilienthal“                                                            | Parkhaus (Innere Umfahrung), 1970–1974 | |
| 09097872 (05/2019) | Flughafen Tegel (Lage) | Flughafen Tegel, Flughafen „Otto Lilienthal“                                                            | Flughafenvorfahrt mit Hochstraße, 1972–1973 | |
| 09097872 (05/2019) | Flughafen Tegel (Lage) | Flughafen Tegel, Flughafen „Otto Lilienthal“                                                            | Tower, 1970–1974, 1988 | |
| 09097872 (05/2019) | Flughafen Tegel (Lage) | Flughafen Tegel, Flughafen „Otto Lilienthal“                                                            | Energiezentrale, 1972–1975 | |
| 09097872 (05/2019) | Flughafen Tegel (Lage) | Flughafen Tegel, Flughafen „Otto Lilienthal“                                                            | Betriebstechnik, 1972–1975, 1981 | |
| 09097872 (05/2019) | Flughafen Tegel (Lage) | Flughafen Tegel, Flughafen „Otto Lilienthal“                                                            | Frachthalle, 1972–1975 | |
| 09097872 (05/2019) | Flughafen Tegel (Lage) | Flughafen Tegel, Flughafen „Otto Lilienthal“                                                            | Borddienstgebäude, 1977–1978 | |
| 09097872 (05/2019) | Flughafen Tegel (Lage) | Flughafen Tegel, Flughafen „Otto Lilienthal“                                                            | Feuerwehr, 1970–1974 | |
| 09097872 (05/2019) | Flughafen Tegel (Lage) | Flughafen Tegel, Flughafen „Otto Lilienthal“                                                            | Hangar 1 und Anbau, 1973–1975 | |
| 09097872 (05/2019) | Flughafen Tegel (Lage) | Flughafen Tegel, Flughafen „Otto Lilienthal“                                                            | Hangar 2 & Annex N 2, 1963, Umbau 1968–1969 & 1975 | |
| 09097872 (05/2019) | Flughafen Tegel (Lage) | Flughafen Tegel, Flughafen „Otto Lilienthal“                                                            | Lärmschutzkabine, 1974–1975 | |
| 09097872 (05/2019) | Flughafen Tegel (Lage) | Flughafen Tegel, Flughafen „Otto Lilienthal“                                                            | Streugutlager, 1974 | |
| 09097872 (05/2019) | Flughafen Tegel (Lage) | Flughafen Tegel, Flughafen „Otto Lilienthal“                                                            | Tankstelle, 1974 | |
| 09097872 (05/2019) | Flughafen Tegel (Lage) | Flughafen Tegel, Flughafen „Otto Lilienthal“                                                            | Parkpalette, 1977 | |
| 09097872 (05/2019) | Flughafen Tegel (Lage) | Flughafen Tegel, Flughafen „Otto Lilienthal“                                                            | Parkhaus, 1969, Umbau 1990–1991 | |
| 09097872 (05/2019) | Flughafen Tegel (Lage) | Flughafen Tegel, Flughafen „Otto Lilienthal“                                                            | Parkplatz, 1970, 1975–1976 | |
| 09097872 (05/2019) | Flughafen Tegel (Lage) | Flughafen Tegel, Flughafen „Otto Lilienthal“                                                            | Brückenbauwerk, 1972–1975 | |
| 09097872 (05/2019) | Flughafen Tegel (Lage) | Flughafen Tegel, Flughafen „Otto Lilienthal“                                                            | Schilderbrücken, 1974–1976 | |
| 09097872 (05/2019) | Flughafen Tegel (Lage) | Flughafen Tegel, Flughafen „Otto Lilienthal“                                                            | Vorfeld, 1969–1970 | |
| 09097872 (05/2019) | Flughafen Tegel (Lage) | Flughafen Tegel, Flughafen „Otto Lilienthal“                                                            | Containerboxen & Bushaltestelle, 1974–1978 | |
| 09011988           | Gabrielenstraße 34/40 Dacheroedenstraße (Lage) | Schloßparksiedlung Tegel                                                                                | Gabrielenstraße 34: Wohnhaus mit Terrasse, 1938 von Hermann Werner | |
| 09011988           | Gabrielenstraße 34/40 Dacheroedenstraße (Lage) | Schloßparksiedlung Tegel                                                                                | Vorgarteneinfriedung | |
| 09011988           | Gabrielenstraße 34/40 Dacheroedenstraße (Lage) | Schloßparksiedlung Tegel                                                                                | Garage | |
| 09011988           | Gabrielenstraße 34/40 Dacheroedenstraße (Lage) | Schloßparksiedlung Tegel                                                                                | Gabrielenstraße 40: Wohnhaus, 1938 von Hermann Werner | |
| 09011988           | Gabrielenstraße 34/40 Dacheroedenstraße (Lage) | Schloßparksiedlung Tegel                                                                                | Vorgarteneinfriedung | |
| 09011285           | Gorkistraße 23/45, 49/63, 69/83, 87/103 Basdorfer Zeile 1/3, 7/11 Bollestraße 1/9, 2/10, 24/40 Eschachstraße 66/72 Havelmüllerweg 2–3, 9–21 Marzahnstraße 7/15, 8/16 Myrtenweg 19–22, 25–27 Rohrbrunner Straße 2/30, 21/29 Tile-Brügge-Weg 4/22, 30/44, 50/62, 68/86, 101/115 Zieckowstraße 127/133, 126/134 (Lage) | Wohnanlage Havelmüllerweg, Rohrbrunner Straße & Tile-Brügge-Weg                                         | 4 Wohnblöcke entlang der Gorkistraße, 1928–1930 von Erich Richter; Kopfbauten | |
| 09011285           | Gorkistraße 23/45, 49/63, 69/83, 87/103 Basdorfer Zeile 1/3, 7/11 Bollestraße 1/9, 2/10, 24/40 Eschachstraße 66/72 Havelmüllerweg 2–3, 9–21 Marzahnstraße 7/15, 8/16 Myrtenweg 19–22, 25–27 Rohrbrunner Straße 2/30, 21/29 Tile-Brügge-Weg 4/22, 30/44, 50/62, 68/86, 101/115 Zieckowstraße 127/133, 126/134 (Lage) | Wohnanlage Havelmüllerweg, Rohrbrunner Straße & Tile-Brügge-Weg                                         | 4 Wohnblöcke entlang der Gorkistraße, 1928–1930 von Erich Richter; Zeilenbauten | |
| 09011285           | Gorkistraße 23/45, 49/63, 69/83, 87/103 Basdorfer Zeile 1/3, 7/11 Bollestraße 1/9, 2/10, 24/40 Eschachstraße 66/72 Havelmüllerweg 2–3, 9–21 Marzahnstraße 7/15, 8/16 Myrtenweg 19–22, 25–27 Rohrbrunner Straße 2/30, 21/29 Tile-Brügge-Weg 4/22, 30/44, 50/62, 68/86, 101/115 Zieckowstraße 127/133, 126/134 (Lage) | Wohnanlage Havelmüllerweg, Rohrbrunner Straße & Tile-Brügge-Weg                                         | Siedlungsteil entlang Bollestraße | |
| 09011285           | Gorkistraße 23/45, 49/63, 69/83, 87/103 Basdorfer Zeile 1/3, 7/11 Bollestraße 1/9, 2/10, 24/40 Eschachstraße 66/72 Havelmüllerweg 2–3, 9–21 Marzahnstraße 7/15, 8/16 Myrtenweg 19–22, 25–27 Rohrbrunner Straße 2/30, 21/29 Tile-Brügge-Weg 4/22, 30/44, 50/62, 68/86, 101/115 Zieckowstraße 127/133, 126/134 (Lage) | Wohnanlage Havelmüllerweg, Rohrbrunner Straße & Tile-Brügge-Weg                                         | Siedlungsteil entlang Havelmüllerweg und Tile-Brügge-Weg | |
| 09011285           | Gorkistraße 23/45, 49/63, 69/83, 87/103 Basdorfer Zeile 1/3, 7/11 Bollestraße 1/9, 2/10, 24/40 Eschachstraße 66/72 Havelmüllerweg 2–3, 9–21 Marzahnstraße 7/15, 8/16 Myrtenweg 19–22, 25–27 Rohrbrunner Straße 2/30, 21/29 Tile-Brügge-Weg 4/22, 30/44, 50/62, 68/86, 101/115 Zieckowstraße 127/133, 126/134 (Lage) | Wohnanlage Havelmüllerweg, Rohrbrunner Straße & Tile-Brügge-Weg                                         | Siedlungsteil in Rohrbrunner Straße mit Kopfbauten und Hof | |
| 09012004           | Gorkistraße 28/70 Eschachstraße 60/62 Marzahnstraße 1/3 Ziekowstraße 119–124 (Lage) | Wohnanlage Gorkistraße                                                                                  | 3 Wohnzeilen, 1929–1931 von Erwin Anton Gutkind | |
| 09012078           | Im Saatwinkel 55/57 (Lage) | Saatwinkel, Blumeshof                                                                                   | Wohnhaus mit Gastwirtschaft (Holz-Fachwerk), um 1835 | |
| 09012078           | Im Saatwinkel 55/57 (Lage) | Saatwinkel, Blumeshof                                                                                   | Erweiterungen 1842, um 1847, 1951, 1954 und 1957 | |
| 09012078           | Im Saatwinkel 55/57 (Lage) | Saatwinkel, Blumeshof                                                                                   | Zeilenbauten mit Sommerwohnungen, 1892 von Julius Kosewsky | |
| 09012078           | Im Saatwinkel 55/57 (Lage) | Saatwinkel, Blumeshof                                                                                   | Holzhallen mit Anglerbude, 1845 und um 1870 | |
| 09012078           | Im Saatwinkel 55/57 (Lage) | Saatwinkel, Blumeshof                                                                                   | Befestigungsmauer am Seeufer | |
| 09012300           | Rue Ambroise Paré 13/15 (Lage) | Garage Rue Ambroise Paré                                                                                | Reihengarage, 1953 von Jacob Schallenberger & Gerhard Krebs; Erweiterungen, 1957 von der Hochbauabteilung beim Senator für Bau- und Wohnungswesen                                        | |
| 09012301           | Rue Henri Guillaumet (Lage) | Garage Rue Henri Guillaumet & Rue Nungesser et Coli                                                     | Reihengaragen, 1953–1954 von Wolfgang Dommer | |
| 09012301           | Rue Henri Guillaumet (Lage) | Garage Rue Henri Guillaumet & Rue Nungesser et Coli                                                     | nördliche Garage, 1957 von der Hochbauabteilung des Senators für Bau- und Wohnungswesen Rue Nungesser et Coli                                                                            | |
| 09010001           | Scharfenberg (Lage) | Schulfarm Scharfenberg Bestandteil des Ensembles: Schulfarm Scharfenberg                                | Wirtschaftshof, Scheunen- und Stallgebäude (Holzfachwerk), Ende 18. Jh. | |
| 09010001           | Scharfenberg (Lage) | Schulfarm Scharfenberg Bestandteil des Ensembles: Schulfarm Scharfenberg                                | Gärtnerwohnhaus, um 1870 von Th. Drescher, Umbauten 1885 und nach 1945 | |
| 09010001           | Scharfenberg (Lage) | Schulfarm Scharfenberg Bestandteil des Ensembles: Schulfarm Scharfenberg                                | Werkstättengebäude mit Fährwarte, 1927–1928 von Richard Ermisch | |
| 09010001           | Scharfenberg (Lage) | Schulfarm Scharfenberg Bestandteil des Ensembles: Schulfarm Scharfenberg                                | Schülerwohnheim und Unterrichtsgebäude (Kunstwerkstätten), 1927–1928 von Richard Ermisch, Anbau, 1983 vom Hochbauamt Reinickendorf                                                       | |
| 09010001           | Scharfenberg (Lage) | Schulfarm Scharfenberg Bestandteil des Ensembles: Schulfarm Scharfenberg                                | Lehrer- und Schulleiterwohnhaus, 1935 von Richard Ermisch | |
| 09010001           | Scharfenberg (Lage) | Schulfarm Scharfenberg Bestandteil des Ensembles: Schulfarm Scharfenberg                                | 7 Schülerwohnheime, 1956–1957 von Nina Kessler | |
| 09012340           | Schollenhof 1–31 Allmendeweg 1–35, 37/51, 64–123 Erholungsweg 2/24, 40, 44/48 Freilandweg 3–5 Moorweg 4/46 Moränenweg 2, 3, 4/8, 10–42, 44-48, 51/61 Schollenweg 3–67 Steilpfad 1–19, 21, 23–50, 52/54, 55/71, 72-76, 78/86 Waidmannsluster Damm 66/74 (Lage)                                                       | Siedlung Freie Scholle Bestandteil des Ensembles: Siedlung Freie Scholle                                | Reihen-, Doppelwohnhäuser und Mietshausgruppen, 1925–1933 von Bruno Taut | |
| 09012356           | Seidelstraße 33–44 (Lage) | Strafgefängnis Tegel                                                                                    | Torhaus, Zellenbauten mit Verwaltungsteil und Kirche, Krankenhaus, Wirtschaftsgebäude und Werkstätten, 1896–1898 von der Ministerial-Baukommission, Ministerium für öffentliche Arbeiten | Torhaus, Zellenbauten mit Verwaltungsteil und Kirche, Krankenhaus, Wirtschaftsgebäude und Werkstätten, 1896–1898 von der Ministerial-Baukommission, Ministerium für öffentliche Arbeiten |
| 09012356           | Seidelstraße 33–44 (Lage) | Strafgefängnis Tegel                                                                                    | Torhaus | |
| 09012356           | Seidelstraße 33–44 (Lage) | Strafgefängnis Tegel                                                                                    | Einfriedung | |
| 09012356           | Seidelstraße 33–44 (Lage) | Strafgefängnis Tegel                                                                                    | 2 Zellenbauten (Kreuze) | |
| 09012356           | Seidelstraße 33–44 (Lage) | Strafgefängnis Tegel                                                                                    | Kirche | |
| 09012356           | Seidelstraße 33–44 (Lage) | Strafgefängnis Tegel                                                                                    | Druckereigebäude, 1908, links hinter dem Tor | |
| 09012356           | Seidelstraße 33–44 (Lage) | Strafgefängnis Tegel                                                                                    | Werkstatt, rechts hinter dem Tor | |
| 09012356           | Seidelstraße 33–44 (Lage) | Strafgefängnis Tegel                                                                                    | einzelner Zellentrakt, links hinter dem Tor | |
| 09012356           | Seidelstraße 33–44 (Lage) | Strafgefängnis Tegel                                                                                    | westlicher kleiner Zellentrakt | |
| 09012356           | Seidelstraße 33–44 (Lage) | Strafgefängnis Tegel                                                                                    | 6 Beamtenwohnhäuser | |
| 09012356           | Seidelstraße 33–44 (Lage) | Strafgefängnis Tegel                                                                                    | nördliches Verwaltungsgebäude | |
| 09012356           | Seidelstraße 33–44 (Lage) | Strafgefängnis Tegel                                                                                    | Verwaltungsgebäude südlich des Eingangstors | |
| 09012356           | Seidelstraße 33–44 (Lage) | Denkmalverlust: Zellentrakt                                                                             | der südliche Zellentrakt wurde 2018 abgerissen | |
| 09012394           | Talsandweg 3–20, 22 Erholungsweg 50/58 Waidmannsluster Damm 60A/64A (Lage) | Siedlung Freie Scholle Bestandteil des Ensembles: Siedlung Freie Scholle                                | Wohnanlage, bestehend aus 10 Wohnzeilen, 1937 von der Planungsabteilung der GEHAG | |
| 09012402           | Tile-Brügge-Weg 65/99 Bollestraße 14/20 (Lage) | Wohnanlage Tile-Brügge-Weg                                                                              | 2 Wohnzeilen, 1926–1927 von Wilhelm Büning | |
| 09012415           | Veitstraße 1–4B Berliner Straße 85 Buddestraße 5 (Lage) | Mietshausgruppe                                                                                         | 1922 von Richard Kettner (?) | |
| 09012416           | Veitstraße 45–47 Buddestraße 1/3 (Lage) | Mietshausgruppe                                                                                         | 1928 von Fritz Buck | |
| 09012454           | Wilkestraße 7–7C, 15–15A (Lage) | Nixe und Neptun, Wohnhochhäuser                                                                         | Neptun, 1965–1967 von Heinz Schudnagies mit Erwin Montag und Günter Druschke | |
| 09012454           | Wilkestraße 7–7C, 15–15A (Lage) | Nixe und Neptun, Wohnhochhäuser                                                                         | Nixe | |

## Baudenkmale
| Nr.                | Lage                                                                                      | Offizielle Bezeichnung                                                          | Beschreibung | Bild |
| ------------------ | ----------------------------------------------------------------------------------------- | ------------------------------------------------------------------------------- | --- | ---- |
| 09011639           | Adelheidallee 5/7 (Lage)                                                                  | Landhaus Holdefleiß                                                             | 1903–1904 von Julius Wendler                                                                                            |      |
| 09011639           | Adelheidallee 5/7 (Lage)                                                                  | Landhaus Holdefleiß                                                             | Vorgarteneinfriedung (auch Adelheidallee 1/3 und Gabrielenstraße 30), 1904 von Ottomar Holdefleiss                      |      |
| 09011640           | Adelheidallee 13 (Lage)                                                                   | Wohnhaus                                                                        | 1920 von Bruno Ahrends                                                                                                  |      |
| 09011751           | Alt-Tegel (Lage)                                                                          | Dorfanger                                                                       | Ev. Kirche Alt-Tegel, 1911–1912 von Jürgen Kröger                                                                       |      |
| 09011751           | Alt-Tegel (Lage)                                                                          | Dorfanger                                                                       | Grabmal Wilhelmine Anne Susanne v. Holwede, geb. Colomb, um 1784                                                        |      |
| 09011752           | Alt-Tegel 2 (Lage)                                                                        | Wohnhaus mit Gaststätte Bestandteil des Ensembles: Ortskern Tegel               | 1898 von Otto Paarßen                                                                                                   |      |
| 09011753           | Alt-Tegel 4 (Lage)                                                                        | Wohn- und Geschäftshaus Bestandteil des Ensembles: Ortskern Tegel               | 1891 von Hermann Valtink, Aufstockung, 1910 von Alexander                                                               |      |
| 09011753           | Alt-Tegel 4 (Lage)                                                                        | Wohn- und Geschäftshaus Bestandteil des Ensembles: Ortskern Tegel               | Seitenflügel, 1910 von Alexander ...                                                                                    |      |
| 09011754           | Alt-Tegel 5/7 (Lage)                                                                      | Wohn- und Geschäftshaus Bestandteil des Ensembles: Ortskern Tegel               | 1908 von Ernst Busse |      |
| 09011755           | Alt-Tegel 6 (Lage)                                                                        | Wohn- und Geschäftshaus Bestandteil des Ensembles: Ortskern Tegel               | 1912 von Gustav Gebhardt und Gustav Müller                                                                              |      |
| 09011758           | Alt-Tegel 17 (Lage)                                                                       | Mietshaus                                                                       | 1913 von Ernst Busse |      |
| 09011759           | Alt-Tegel 18 (Lage)                                                                       | Büdnerhof Müller                                                                | Wohnhaus, 1839 von A. Ribbe                                                                                             |      |
| 09011760           | Alt-Tegel 34 (Lage)                                                                       | Mietshaus mit Vorgarteneinfriedung                                              | 1909–1910 von Karl Fischer                                                                                              |      |
| 09011761           | Alt-Tegel 35 (Lage)                                                                       | Gemeindeschule Tegel (Wohnhaus)                                                 | 1870 |      |
| 09011762           | Alt-Tegel 51 (Lage)                                                                       | Lehnschulzenhof Ziekow                                                          | Wohnhaus, um 1839 |      |
| 09011762           | Alt-Tegel 51 (Lage)                                                                       | Lehnschulzenhof Ziekow                                                          | Einfriedung mit Toranlage                                                                                               |      |
| 09011762           | Alt-Tegel 51 (Lage)                                                                       | Lehnschulzenhof Ziekow                                                          | Seitengebäude, 1882 |      |
| 09011762           | Alt-Tegel 51 (Lage)                                                                       | Lehnschulzenhof Ziekow                                                          | Gartenpavillon |      |
| 09011782           | Am Buddeplatz 4 Brunowstraße 2–3 (Lage)                                                   | Wohn- und Geschäftshaus                                                         | 1905 von Hermann Valtink                                                                                                |      |
| 09011834           | Berliner Straße (Lage)                                                                    | U-Bahnhof Borsigwerke                                                           | 1956–1958 von Bruno Grimmek mit Victor Seist                                                                            |      |
| 09011835           | Berliner Straße (Lage)                                                                    | U-Bahnhof Alt-Tegel                                                             | 1956–1958 von Bruno Grimmek mit Werner Klenke                                                                           |      |
| 09011836           | Berliner Straße 1A (Lage)                                                                 | Wohn- und Geschäftshaus                                                         | 1909 von Ernst Busse |      |
| 09011837           | Berliner Straße 5 (Lage)                                                                  | Wohn- und Geschäftshaus                                                         | 1899 von Wilhelm Blumke und Gustav Franke                                                                               |      |
| 09011838           | Berliner Straße 6 (Lage)                                                                  | Wohn- und Geschäftshaus                                                         | 1911 von Ernst Busse |      |
| 09011845           | Berliner Straße 41 Egellsstraße 1 (Lage)                                                  | Mietshausgruppe                                                                 | 1921 von Richard Kettner                                                                                                |      |
| 09011846           | Berliner Straße 43 Biedenkopfer Straße 2/4 (Lage)                                         | Mietshausgruppe                                                                 | 1921 von Richard Kettner                                                                                                |      |
| 09011847           | Berliner Straße 70 Ernststraße 1/3 (Lage)                                                 | Beamten- und Arbeiterwohnhaus                                                   | 1897 von Reimer & Körte                                                                                                 |      |
| 09011852           | Bernauer Straße 66/68 Sterkrader Straße 43 (Lage)                                         | Kath. Kirche St. Bernhard                                                       | Kirche, 1959–1960 von Alfons Leitl mit Karl Braun                                                                       |      |
| 09011852           | Bernauer Straße 66/68 Sterkrader Straße 43 (Lage)                                         | Kath. Kirche St. Bernhard                                                       | Sakristei |      |
| 09011852           | Bernauer Straße 66/68 Sterkrader Straße 43 (Lage)                                         | Kath. Kirche St. Bernhard                                                       | Pfarrhaus |      |
| 09011852           | Bernauer Straße 66/68 Sterkrader Straße 43 (Lage)                                         | Kath. Kirche St. Bernhard                                                       | Kindergarten |      |
| 09011853           | Bernstorffstraße 5 (Lage)                                                                 | Wohnhaus                                                                        | 1896 von C. Buschow |      |
| 09011854           | Bernstorffstraße 6–8A (Lage)                                                              | Mietshausgruppe                                                                 | 1905 von W. Frost |      |
| 09011876           | Borsigdamm (Lage)                                                                         | Schmuckbogen                                                                    | 1956 von Gerhard Schultze-Seehof, der Bogen überspannt im spitzen Winkel den Radfahr- und Fußgängerweg                  |      |
| 09011876           | Borsigdamm (Lage)                                                                         | Schmuckbogen                                                                    | Mosaike mit Darstellungen vom Wassersport                                                                               |      |
| 09011881           | Brunowstraße 26 (Lage)                                                                    | Landhaus Marscheider                                                            | 1921 von Richard Kettner                                                                                                |      |
| 09010163           | Buddestraße 2/4 (Lage)                                                                    | Abfertigungsgebäude des ehem. Französischen Militärbahnhofs Berlin-Tegel        | 1947 |      |
| 09020166 (11/2024) | Buddestraße 13 (Lage)                                                                     | Trapp’s Festsäle                                                                | Saalbau mit Anbauten, 1900–01 von Hermann Valtink, Umbau zum Kino, 1919                                                 |      |
| 09020166 (11/2024) | Buddestraße 13 (Lage)                                                                     | Trapp’s Festsäle                                                                | Verbindungsgang, 1926                                                                                                   |      |
| 09011884           | Buddestraße 20/22 (Lage)                                                                  | Beamtenwohnhaus Bestandteil des Ensembles: Gleichrichterwerk Tegel              | 1921 von Rudolf Röttcher                                                                                                |      |
| 09011887           | Buddestraße 24/26 (Lage)                                                                  | Gleichrichterwerk Bestandteil des Ensembles: Gleichrichterwerk Tegel            | 1925–1926 von Richard Brademann                                                                                         |      |
| 09011888           | Buddestraße 28 (Lage)                                                                     | Beamtenwohnhaus Bestandteil des Ensembles: Gleichrichterwerk Tegel              | 1926–1927 von Richard Brademann                                                                                         |      |
| 09011891           | Campestraße 9 (Lage)                                                                      | Wohnhaus (Kinderheim „Haus an der Malche“)                                      | 1907 von A. Witt |      |
| 09011891           | Campestraße 9 (Lage)                                                                      | Wohnhaus (Kinderheim „Haus an der Malche“)                                      | Einfriedung |      |
| 09011841           | Egellsstraße 21 (Lage)                                                                    | Germaniahalle Bestandteil des Ensembles: Werksanlage Borsigwerke                | Werksgelände Borsig, um 1872 für die Märkischschlesische Maschinen und Hütten AG, Erweiterungen, 1884, 1885–1887, 1915  |      |
| 09011934           | Eisenhammerweg 8 (Lage)                                                                   | Haus Czesalsky                                                                  | 1932 von Paul G. R. Baumgarten, Wiederaufbau, 1947–1949                                                                 |      |
| 09011935           | Eisenhammerweg 16 (Lage)                                                                  | Villa Bock                                                                      | 1878 von Krüger |      |
| 09011936           | Eisenhammerweg 22/24 (Lage)                                                               | Clubhaus Germania                                                               | Bootshaus, 1911–1912 von Emil Frey, Umbau 1956–1957 von W. Berkel                                                       |      |
| 09011954           | Flohrstraße 12/24 (Lage)                                                                  | Fabrikations- und Bürogebäude                                                   | Fabrikationsgebäude, 1937–1938 von Gerhard Kamps                                                                        |      |
| 09011954           | Flohrstraße 12/24 (Lage)                                                                  | Fabrikations- und Bürogebäude                                                   | Bürogebäude |      |
| 09011954           | Flohrstraße 12/24 (Lage)                                                                  | Fabrikations- und Bürogebäude                                                   | Pförtnerhäuschen |      |
| 09011989           | Gabrielenstraße 59A (Lage)                                                                | Villa Schiller                                                                  | mit Vorgarteneinfriedung, 1901 von Johann Makowka                                                                       |      |
| 09011990           | Gabrielenstraße 66 Campestraße (Lage)                                                     | Wohnhaus                                                                        | 1924 von Ernst Busse |      |
| 09011991           | Gabrielenstraße 68 (Lage)                                                                 | Haus Stöwer                                                                     | 1913 von Paul Poser |      |
| 09012003           | Gorkistraße 22/24 Buddestraße 17/19 (Lage)                                                | Mietshausgruppe                                                                 | 1928–1929 von Fritz Hermann Moldzio                                                                                     |      |
| 09012010           | Grußdorfstraße 3 (Lage)                                                                   | Postamt 27 Tegel                                                                | 1899–1901, 1903 von Hermann Valtink, Aufstockung 1913–1914 von Karl Buddeberg                                           |      |
| 09012010           | Grußdorfstraße 3 (Lage)                                                                   | Postamt 27 Tegel                                                                | Erweiterung für das Fernsprechamt Tegel 1921–1923 von Edmund Beisel                                                     |      |
| 09012019           | Hatzfeldtallee 2/4 An der Oberrealschule 3 Eschachstraße 74/76 Tile-Brügge-Weg 1/7 (Lage) | Humboldt-Schule                                                                 | Schule, 1910–1911 von Karl Fischer                                                                                      |      |
| 09012019           | Hatzfeldtallee 2/4 An der Oberrealschule 3 Eschachstraße 74/76 Tile-Brügge-Weg 1/7 (Lage) | Humboldt-Schule                                                                 | Einfriedung |      |
| 09012042           | Hilchenbacher Weg 8 Weidenauer Weg 2 (Lage)                                               | Holzhaus                                                                        | 1910–1911 von der Berliner Hausbaugesellschaft                                                                          |      |
| 09012055           | Holzhauser Straße (Lage)                                                                  | U-Bahnhof Holzhauser Straße                                                     | Dammbahnhof, 1957–1958 von Bruno Grimmek mit Werner Klenke und Horst Grewe                                              |      |
| 09012055           | Holzhauser Straße (Lage)                                                                  | Brücke                                                                          | |      |
| 09012076           | Im Jagen 65 (Lage)                                                                        | Pumpwerk Tegelort                                                               | 1929–1930 von Swyter |      |
| 09012077           | Im Saatwinkel 31 (Lage)                                                                   | Saatwinkel                                                                      | Gaststätte Prinzengarten, Wohnhaus um 1821                                                                              |      |
| 09012077           | Im Saatwinkel 31 (Lage)                                                                   | Saatwinkel                                                                      | Anbauten für den Gaststättenbetrieb 1844, 1858, 1890, 1900, 1951                                                        |      |
| 09012089           | Karolinenstraße 3B (Lage)                                                                 | Villa Kirchner                                                                  | Wohnhaus, 1886 von Paul Scheer                                                                                          |      |
| 09012089           | Karolinenstraße 3B (Lage)                                                                 | Villa Kirchner                                                                  | Vorgarteneinfriedung |      |
| 09012090           | Karolinenstraße 8 (Lage)                                                                  | Wohnhaus                                                                        | 1888–1889 von R. Schneider, Wintergartenanbau, 1906                                                                     |      |
| 09012090           | Karolinenstraße 8 (Lage)                                                                  | Wohnhaus                                                                        | Vorgarteneinfriedung mit Pergola, 1889                                                                                  |      |
| 09012091           | Karolinenstraße 10 (Lage)                                                                 | Gasthof Waldschänke                                                             | Wohnhaus, um 1760, Rekonstruktion 1996–1997                                                                             |      |
| 09012092           | Karolinenstraße 12 (Lage)                                                                 | Gasthof Alter Fritz                                                             | um 1730 |      |
| 09012092           | Karolinenstraße 12 (Lage)                                                                 | Gasthof Alter Fritz                                                             | Erweiterungs- und Saalbau, 1885, 1980 rekonstruiert                                                                     |      |
| 09097875 (05/2019) | Karolinenstraße 19 (Lage)                                                                 | Humboldt-Bibliothek                                                             | 1985–1988 von Charles Willard Moore, John Ruble und Buzz Yudell                                                         |      |
| 09012118           | Liebfrauenweg 15/17 (Lage)                                                                | Kath. St.-Joseph-Kirche                                                         | 1932–1933 von Josef Bischof mit Rudolf Ullrich und Bodo v. Bodisco                                                      |      |
| 09012156           | Medebacher Weg 13/15 Brunowstraße 37 (Lage)                                               | Kath. Herz-Jesu-Kirche                                                          | Kirche, 1904–1905 von Ludwig Schneider                                                                                  |      |
| 09012156           | Medebacher Weg 13/15 Brunowstraße 37 (Lage)                                               | Kath. Herz-Jesu-Kirche                                                          | Mietshaus, 1904–1905 von Hermann Valtink                                                                                |      |
| 09012156           | Medebacher Weg 13/15 Brunowstraße 37 (Lage)                                               | Kath. Herz-Jesu-Kirche                                                          | Pfarrhaus, 1912–1913 von J. Welz                                                                                        |      |
| 09012157           | Medebacher Weg 14/16 (Lage)                                                               | Wohn- und Geschäftshaus                                                         | 1905–1906 von Hermann Valtink                                                                                           |      |
| 09012157           | Medebacher Weg 14/16 (Lage)                                                               | Wohn- und Geschäftshaus                                                         | Café/Konditorei-Laden, 1959 von Gerhard Malachowski                                                                     |      |
| 09012167           | Neheimer Straße 7 (Lage)                                                                  | Beamtenwohnhaus                                                                 | 1877–1878 von den Städtischen Wasserwerken                                                                              |      |
| 09012258           | Reiherwerder (Lage)                                                                       | Landhaus Borsig                                                                 | Villa 1911–1913 von Eugen Schmohl & Alfred Salinger (siehe auch Gartendenkmal Villengarten)                             |      |
| 09012258           | Reiherwerder (Lage)                                                                       | Landhaus Borsig                                                                 | erstes Landhaus Borsig, 1905 von Erich Blunck                                                                           |      |
| 09012258           | Reiherwerder (Lage)                                                                       | Landhaus Borsig                                                                 | Stall- und Wagengebäude                                                                                                 |      |
| 09012258           | Reiherwerder (Lage)                                                                       | Landhaus Borsig                                                                 | Eingangstor mit Pförtnerhaus                                                                                            |      |
| 09011883           | S-Bahnhof Tegel (Lage)                                                                    | Stellwerk Tgl                                                                   | 1905 von Karl Cornelius                                                                                                 |      |
| 09012332           | Schloßstraße 9 (Lage)                                                                     | Straßenbahnwagendepot                                                           | Verwaltungsgebäude, 1899–1900 von Joseph Fischer-Dick, Technische Abteilung der Großen Berliner Straßenbahngesellschaft |      |
| 09012332           | Schloßstraße 9 (Lage)                                                                     | Straßenbahnwagendepot                                                           | Wirtschaftsgebäude |      |
| 09012334           | Schloßstraße 24 (Lage)                                                                    | Mietshaus                                                                       | 1874–1875 von E. Plage                                                                                                  |      |
| 09012335           | Schloßstraße 25 (Lage)                                                                    | Mietshaus                                                                       | 1900–1901 von C. Fuchs                                                                                                  |      |
| 09012406           | Schulstraße 3C (Lage)                                                                     | Wohnhaus                                                                        | 1888 von Carl Richter                                                                                                   |      |
| 09012406           | Schulstraße 3C (Lage)                                                                     | Teilverlust:                                                                    | Waschküchenanbau, 1898 und Stall, 1910, 2023 aberkannt, vermutlich schon früher abgerissen                              |      |
| 09012354           | Schwarzer Weg 27 (Lage)                                                                   | Tegeler Segelclub e. V.                                                         | Clubhaus, 1920, Erweiterung 1928 von Gustav Müller                                                                      |      |
| 09012389           | Sterkrader Straße 47 (Lage)                                                               | Ev. Martinus-Kirche                                                             | 1962–1963 von Eduard Ludwig                                                                                             |      |
| 09012388           | Sterkrader Straße 49/59 Neheimer Straße 56/60 (Lage)                                      | Altmärkische Kettenwerke Bestandteil des Ensembles: Werksanlage Borsigwerke     | Werkhalle Sterkrader Straße, 1941 von der Bauabteilung der Rheinmetall-Borsig AG                                        |      |
| 09012388           | Sterkrader Straße 49/59 Neheimer Straße 56/60 (Lage)                                      | Altmärkische Kettenwerke Bestandteil des Ensembles: Werksanlage Borsigwerke     | Werkhalle Neheimer Straße, 1941 von der Bauabteilung der Rheinmetall-Borsig AG                                          |      |
| 09012388           | Sterkrader Straße 49/59 Neheimer Straße 56/60 (Lage)                                      | Altmärkische Kettenwerke Bestandteil des Ensembles: Werksanlage Borsigwerke     | Verwaltungsgebäude, 1941, Bürogebäude, 1937                                                                             |      |
| 09012388           | Sterkrader Straße 49/59 Neheimer Straße 56/60 (Lage)                                      | Altmärkische Kettenwerke Bestandteil des Ensembles: Werksanlage Borsigwerke     | Einfriedung Sterkrader Straße, 1941                                                                                     |      |
| 09012392           | Straße 22 Nr. 2/10 (Lage)                                                                 | Büro- und Wohngebäude Bestandteil des Ensembles: Aktiengesellschaft Lauchhammer | 1922 von Walter Klingenberg & Werner Issel                                                                              |      |
| 09012397           | Tegeler Hafen (Lage)                                                                      | Hafenbrücke                                                                     | Fußgängerbrücke, 1908–1909 von Steffens & Nölle                                                                         |      |
| 09012397           | Tegeler Hafen (Lage)                                                                      | Hafenbrücke                                                                     | Brückenkopf-Torbauten, 1921 von Hornig                                                                                  |      |
| 09012407           | Treskowstraße 26/32 (Lage)                                                                | Franz-Marc-Schule und Julius-Leber-Oberschule                                   | 1901–1902, Erweiterung 1904–1905 von Dietel                                                                             |      |
| 09012407           | Treskowstraße 26/32 (Lage)                                                                | Franz-Marc-Schule und Julius-Leber-Oberschule                                   | Seitenflügel, 1906–1907 von Fahrenkrog                                                                                  |      |
| 09012407           | Treskowstraße 26/32 (Lage)                                                                | Franz-Marc-Schule und Julius-Leber-Oberschule                                   | Doppelturnhallenanbau, 1957–1958 vom Hochbauamt Reinickendorf                                                           |      |
| 09012409           | Valentinswerder 3–4 (Lage)                                                                | Villenkolonie Valentinswerder                                                   | Doppelwohnhaus, 1875 von Paul Haberkern                                                                                 |      |
| 09012410           | Valentinswerder 5 (Lage)                                                                  | Villenkolonie Valentinswerder                                                   | Wohnhaus mit Einfriedung, 1875 von Paul Haberkern                                                                       |      |
| 09012410           | Valentinswerder 5 (Lage)                                                                  | Villenkolonie Valentinswerder                                                   | Gartenpavillon |      |
| 09012411           | Valentinswerder 32 (Lage)                                                                 | Villenkolonie Valentinswerder                                                   | Wohnhaus mit Einfriedung, 1902 von Paul Florian                                                                         |      |
| 09012412           | Valentinswerder 82 (Lage)                                                                 | Villenkolonie Valentinswerder                                                   | Wohnhaus, 1889, Umbau und Einfriedung, 1929–1930 von Karl Hermann                                                       |      |
| 09012413           | Valentinswerder 83 (Lage)                                                                 | Villenkolonie Valentinswerder                                                   | Sommerhäuschen, um 1880–1890, Anbau, 1900–1901 von W. Tiebecke                                                          |      |
| 09012414           | Valentinswerder 84 (Lage)                                                                 | Villenkolonie Valentinswerder                                                   | Wohnhaus, um 1870, Erweiterung 1889, Erweiterung 1892 von Hermann Streubel                                              |      |
| 09012417           | Veitstraße 28 (Lage)                                                                      | Mietshaus                                                                       | 1889–1890, Aufstockung, 1908 von Hermann Valtink                                                                        |      |
| 09012417           | Veitstraße 28 (Lage)                                                                      | Mietshaus                                                                       | Einfriedung |      |
| 09012417           | Veitstraße 28 (Lage)                                                                      | Mietshaus                                                                       | Seitenflügel, Quergebäude und Werkstattbau, 1908 von Hermann Valtink                                                    |      |
| 09012418           | Veitstraße 39 (Lage)                                                                      | Mietshaus                                                                       | 1909–1910 |      |
| 09020012 (05/2021) | Wachstraße 4 (Lage)                                                                       | Haus Ilse Salzenbrodt                                                           | Wohnhaus, 1962–1963 von Werner Düttmann                                                                                 |      |
| 09020012 (05/2021) | Wachstraße 4 (Lage)                                                                       | Haus Ilse Salzenbrodt                                                           | Beete und Einfassungen                                                                                                  |      |
| 09020012 (05/2021) | Wachstraße 4 (Lage)                                                                       | Haus Ilse Salzenbrodt                                                           | Bodenbeläge und Leuchten im Außenbereich                                                                                |      |
| 09012455           | Wilhelm-Blume-Allee 1/19 (Lage)                                                           | Städtischer Friedhof Tegel                                                      | Friedhofskapelle, 1899–1900                                                                                             |      |
| 09012455           | Wilhelm-Blume-Allee 1/19 (Lage)                                                           | Städtischer Friedhof Tegel                                                      | Erbbegräbnis der Familie Marzahn, 1905 von G. Schleicher & Co.                                                          |      |
| 09012463           | Wittestraße 37 (Lage)                                                                     | Russisch-Orthodoxer Friedhof                                                    | Friedhofskapelle, 1893–1894 von Albert Bohm (siehe auch Gartendenkmal Russisch-Orthodoxer-Friedhof)                     |      |
| 09012463           | Wittestraße 37 (Lage)                                                                     | Russisch-Orthodoxer Friedhof                                                    | Inspektorwohnhaus |      |
| 09012463           | Wittestraße 37 (Lage)                                                                     | Russisch-Orthodoxer Friedhof                                                    | Gebäude am Rand |      |
| 09012463           | Wittestraße 37 (Lage)                                                                     | Russisch-Orthodoxer Friedhof                                                    | Schuppen hinter dem Wohnhaus                                                                                            |      |
| 09012463           | Wittestraße 37 (Lage)                                                                     | Russisch-Orthodoxer Friedhof                                                    | Eingangstor |      |
| 09012463           | Wittestraße 37 (Lage)                                                                     | Russisch-Orthodoxer Friedhof                                                    | Einfriedung |      |
| 09012511           | Ziekowstraße 80/88 Altenhofer Weg (Lage)                                                  | Hoffmann v. Fallersleben-Schule                                                 | Schulgebäude, 1957–1958 von Alexander Zenk                                                                              |      |
| 09012511           | Ziekowstraße 80/88 Altenhofer Weg (Lage)                                                  | Hoffmann v. Fallersleben-Schule                                                 | Turnhalle |      |
| 09012511           | Ziekowstraße 80/88 Altenhofer Weg (Lage)                                                  | Hoffmann v. Fallersleben-Schule                                                 | Kindergarten |      |
| 09012512           | Ziekowstraße 161/163 Waidmannsluster Damm 16 (Lage)                                       | Erziehungsanstalt „Zum Grünen Hause“ (Jugendgästehaus des Senats von Berlin)    | Schul- und Unterkunftsgebäude, 1914 von Franz Hildebrandt, Erweiterung 1927                                             |      |
| 09012512           | Ziekowstraße 161/163 Waidmannsluster Damm 16 (Lage)                                       | Erziehungsanstalt „Zum Grünen Hause“ (Jugendgästehaus des Senats von Berlin)    | Wohnhaus |      |
| 09012512           | Ziekowstraße 161/163 Waidmannsluster Damm 16 (Lage)                                       | Erziehungsanstalt „Zum Grünen Hause“ (Jugendgästehaus des Senats von Berlin)    | Einfriedung |      |
| 09012512           | Ziekowstraße 161/163 Waidmannsluster Damm 16 (Lage)                                       | Erziehungsanstalt „Zum Grünen Hause“ (Jugendgästehaus des Senats von Berlin)    | Turnhallen- und Werkstattgebäude                                                                                        |      |

## Gartendenkmale
| Nr.                | Lage                              | Offizielle Bezeichnung                                         | Beschreibung | Bild |
| ------------------ | --------------------------------- | -------------------------------------------------------------- | --- | ---- |
| 09046214           | Adelheidallee (Lage)              | Allee                                                          | |      |
| 09046215           | Adelheidallee 19 (Lage)           | Schloßpark Tegel                                               | nach 1766 bis Anfang 19. Jh., ab 1802 von Karl Friedrich Schinkel (siehe auch Gesamtanlage Schloss Tegel)                                                          |      |
| 09097887 (05/2019) | Am Tegeler Hafen 2/6, 8/44 (Lage) | Außenanlagen und Mietergärten des IBA-Gebiets am Tegeler Hafen | 1985–1988 von Elmar Knippschild, Charles Willard Moore, Cornelia Müller, John Ruble, Jan Wehberg, Buzz Yudell (siehe auch Gesamtanlage IBA-Gebiet am Tegeler Hafe) |      |
| 09046229           | Billerbecker Weg 123A (Lage)      | Gartenarbeitsschule Reinickendorf                              | 1954–1956 von Günter Meyer (siehe auch Baudenkmal ehem. Fremdarbeiterlager)                                                                                        |      |
| 09046247           | Reiherwerder (Lage)               | Villengarten Borsig                                            | Villengarten, 1913 von Jürgens (?) und Körner & Brodersen (siehe auch Baudenkmal Landhaus Borsig)                                                                  |      |
| 09046257           | Wittestraße 37 (Lage)             | Russisch-Orthodoxer-Friedhof                                   | ab 1892 von Albert Bohm (siehe auch Baudenkmal Russisch-Orthodoxer-Friedhof)                                                                                       |      |

## Ehemalige Denkmale
| Nr.       | Lage                               | Offizielle Bezeichnung | Beschreibung | Bild                                  |
| --------- | ---------------------------------- | --- | --- | ------------------------------------- |
| 09011875  | Bonifaziusstraße Agathenweg (Lage) | Transformatorensäule | um 1920 von der BEWAG; mind. seit 2002 nicht mehr vorhanden                                                       |                                       |
| unbekannt | Buddestraße 41                     | Mietshaus | 1903–1904 von Hermann Valtink, vor 2001 abgerissen                                                                |                                       |
| unbekannt | Flohrstraße 12/24                  | Fabrikations- und Bürogebäude mit Werk- und Pförtnerhäuschen, 1937–1938 von Gerhard Kamps; seit 2001 nur noch Baudenkmal erhalten | Ehemalige Bestandteile des Ensembles:                                                                             | Ehemalige Bestandteile des Ensembles: |
| unbekannt | Flohrstraße 12/24                  | Fabrikations- und Bürogebäude mit Werk- und Pförtnerhäuschen, 1937–1938 von Gerhard Kamps; seit 2001 nur noch Baudenkmal erhalten | unbekannt – Werkhalle, um 1916 von Richard Ermisch, Anbau und Aufstockung, 1954–1955 vom Hochbauamt Reinickendorf |                                       |
| unbekannt | Flohrstraße 12/24                  | Fabrikations- und Bürogebäude mit Werk- und Pförtnerhäuschen, 1937–1938 von Gerhard Kamps; seit 2001 nur noch Baudenkmal erhalten | unbekannt – Restteil des Maschinenhauses, um 1910                                                                 |                                       |